# Кхумбу Йул Лха
Кхумбу Йул Лха (англ. Mount Khumbila або Khumbu Yül-Lha)(5761 м) — приблизно перекладається як «Бог Кхумбу» є одним з високих гімалайських піків в регіоні Кхумбу, що на сході Непалу в межах національного парку Сагарматха. Кхумбу Йул Лха вважається занадто священною горою і кілька разів на рік, шерпи поклонятися цьому богу в релігійних церемоніях, і також вони не ображають гірського бога, як це може викликати руйнування і смерть, якщо розізлити. Є кілька інших гірських богів, які також вважаються священними в долині: Лобуче та Табоче. Кхумбу Йул Лха височить над селами Кунде і Кумджунґ. На задньому плані видніються гори Еверест, Лхоцзе і Ама-Даблам.
Кхумбу Йул Лха ще не підкорена. Одна спроба до 1980х років закінчилася, коли альпіністи загинули в лавині, від тоді не було жодних наступних спроб.